# Sanctuaire Notre-Dame-de-Lourdes de Montevideo
Le sanctuaire Notre-Dame-de-Lourdes de Montevideo est une reproduction de la grotte de Lourdes située à Montevideo, capitale de l’Uruguay, à laquelle l’Église catholique donne le statut de sanctuaire national. Elle est dans la juridiction religieuse de l’archidiocèse de Montevideo.

## Historique
Les Déhoniens s’installent là en novembre 1940. La paroisse est érigée le 2 février 1941, et une école est ouverte le 21 juin ou 21 juillet 1942. Une dévotion des enfants travaillant à l’usine de textiles voisine naît à l’égard d’une sculpture de la Vierge, et une petite grotte finit par être construite pour les paroissiens, inspirée de la grotte de Lourdes.
Le 14 mars 1944 est annoncée la construction d’une plus grande grotte, reproduction de celle de Lourdes. L’archevêque de Montevidéo, Antonio María Barbieri, en pose la première pierre le 11 février 1945 ; il bénit la statue de la Vierge le 11 février 1946, et celle-ci est installée à sa place le 8 décembre. La grotte est inaugurée les 8 et 9 février 1947.
Le 11 février 1958, à l’occasion du centenaire de la première apparition mariale de Lourdes, la Conférence épiscopale de l’Uruguay déclare la grotte comme un sanctuaire national — quelques années après que la première définition de « sanctuaire » ait été communiquée par le Vatican. Les abords du site sont ensuite progressivement aménagés.
Le calvaire par l’artiste uruguayen Benjamín Deminco est inauguré le 10 février 1957. Le 22 mars 1964, le chemin de croix est achevé et béni. En 1986, une chapelle de la Réconciliation est construite à côté de la grotte. Une œuvre de l’artiste uruguayen Eduardo Lapaitis Vaikunaite (es) intitulée La Croix de la Paix (La Cruz de la Paz), bénie par le pape Jean-Paul II en 1988 lors de sa deuxième visite en Uruguay, est placée devant.
Dans les années 2010, entre 20 000 et 30 000 pèlerins visitent le sanctuaire le onzième jour de chaque mois, et jusqu’à 100 000 le 11 février.

## Description
Le sanctuaire a été créé avec les mêmes dimensions que la grotte de Massabielle de Lourdes en France.